# Orchowiec (gmina)
Orchowiec – dawna gmina wiejska istniejąca do 1868 roku w guberni lubelskiej. Siedzibą władz gminy był Orchowiec.
Za Królestwa Polskiego gmina Orchowiec należała do powiatu krasnostawskiego w guberni lubelskiej.
Gminę zniesiono w 1868 roku, a Orchowiec znalazł się w gminie Gorzków.